# توماس جونسون (موسيقي)
توماس جونسون (بالإنجليزية: Thomas Johnson)‏ هو مهندس وموسيقي ومنتج أسطوانات وملحن ومهندس الصوت أمريكي، ولد في 27 نوفمبر 1957 في توماسفيل في الولايات المتحدة.

## وصلات خارجية
- توماس جونسون على موقع ميوزك برينز (الإنجليزية)
- توماس جونسون على موقع أول ميوزيك (الإنجليزية)
- توماس جونسون على موقع ديسكوغز (الإنجليزية)